# Colette Bothof
Colette Bothof (Harare, Zimbabwe, 29 augustus 1962) is een Nederlands filmregisseur en scenarioschrijver.

## Biografie
Colette studeerde Psychologie en Communicatiewetenschappen aan de Universiteit van Amsterdam. Na cum laude te zijn afgestudeerd doorliep ze de Nederlandse Filmacademie, waaraan ze in 1993 afstudeerde. Sindsdien is Bothof werkzaam als scenarioschrijver en regisseur voor film en televisie. Ze werkte onder meer aan 12 Steden 13 Ongelukken, de met een Gouden Kalf bekroonde speelfilm Zwarte Zwanen en recentelijk de 26-delige kinderserie Kika & Bob, waarvoor ze ook twee boeken schreef.

## Filmografie (als regisseur)
Speelfilms:
- 2013 - Zomer
- 2005 - Zwarte zwanen
- 2003 - Dwaalgast

Televisie:
- 2008 - Kika en Bob
- 2005 - Enneagram (1 aflevering)

Korte films:
- 2004 Le ciambelle
- 1996 The Attack
- 1993 One Way Ticket to Oblivion